# Генэйкозапалладийоктагерманий
Генэйкозапалладийоктагерманий — бинарное неорганическое соединение
палладия и германия
с формулой Ge8Pd21,
кристаллы.

## Получение
- Сплавление стехиометрических количеств чистых веществ:

{\displaystyle {\mathsf {21Pd+8Ge\ {\xrightarrow {990^{o}C}}\ Ge_{8}Pd_{21}}}}

## Физические свойства
Генэйкозапалладийоктагерманий образует кристаллы
тетрагональной сингонии,
пространственная группа I 41/a,
параметры ячейки a = 1,3067 нм, c = 1,0033 нм, Z = 4,
структура типа генэйкозаалюминийоктаплатины Pt8Al21
.
В некоторых работах соединению приписывают формулу Ge2Pd5.
Соединение образуется по перитектической реакции при температуре 990°C.